# Turquestein-Blancrupt
Turquestein-Blancrupt (lorenès Trehting, alemany Türkstein) és un municipi francès situat al departament del Mosel·la i a la regió del Gran Est. L'any 2017 tenia 14 habitants.

## Demografia
El 2007 la població de fet de Turquestein-Blancrupt era de 22 persones. Hi havia 12 famílies,

## Economia
El 2007 la població en edat de treballar era de 14 persones, 13 eren actives i 1 inactiva. L'únic establiment que hi havia el 2007 era d'una empresa d'hostatgeria i restauració.